# La Case Trésor
La Case Trésor est une émission radiophonique, diffusée du 18 janvier 1971 jusqu'à juin 1976, présentée par Guy Lux, puis par Fabrice.
L'émission se terminait par une chanson inconnue qui permettait au candidat trouvant son titre de gagner une somme d'argent.